# Frans Malherbe
Jozua Francois Malherbe (geboren am 14. März 1991) ist ein südafrikanischer Rugby-Union-Spieler. Er spielt als Rechter Pfeiler (Tighthead Prop) für die Stormers in der United Rugby Championship und die südafrikanische Nationalmannschaft. Seine größten Erfolge sind die Weltmeistertitel 2019 und 2023.

## Jugend
Malherbe besuchte die Paarl Boys' High School, wo er in seinem Abschlussjahr auch die erste Rugby-Mannschaft zum Sieg bei den Interschools führte.

## Karriere
Malherbe debütierte 2011 sowohl in der A-Mannschaft von Western Province als auch bei den Stormers, doch erst im folgenden Jahr festigte er seinen Platz in beiden Mannschaften. In der Super-Rugby-Saison 2012 kam er in jedem Spiel der Stormers zum Einsatz und verpasste in der erfolgreichen Currie-Cup Saison 2012 der Premier Division von Western Province nur ein einziges Spiel, als er für die südafrikanische Nationalmannschaft auf ihrer Australasien-Tour als Vertretung für Verletzungsausfälle mitwirkte. Er stand in der Startformation, als Province die Sharks in Durban mit 25:18 besiegte und im Alter von 21 Jahren Currie-Cup-Sieger wurde.
2013 wuchs sein Ruf und er behielt seine Position als erste Wahl für die Stormers vor dem erfahreneren Pat Cilliers, der von den Lions zur Franchise gewechselt war. In der Super-Rugby-Saison 2013 kam er zu 11 Einsätzen, bevor eine Verletzung seine Saison beendete und ihn dazu zwang, den Großteil der Currie-Cup-Saison 2013 zu verpassen. Sein Comeback gab er gegen Ende der Saison, als er viermal von der Bank aus eingewechselt wurde und Province dabei half, das zweite Currie-Cup-Finale in Folge zu erreichen.

## International
Seit der Ernennung von Heyneke Meyer zum Cheftrainer im Jahr 2012 hatte Malherbe mehrere Male im Kader der südafrikanischen Nationalmannschaft gestanden, war aber nie zum Einsatz gekommen. Aufgrund einer Verletzung von Jannie du Plessis gab er schließlich am 9. November 2013 gegen Wales in Cardiff sein Testspieldebüt. Er machte seine Sache gut, obwohl er auf der anderen Seite des Scrums mit dem sehr erfahrenen Gethin Jenkins konfrontiert war. Er behielt seinen Platz für das Spiel gegen Schottland in der darauffolgenden Woche in Edinburgh, wurde jedoch kurz vor der Halbzeit verletzungsbedingt ausgewechselt, so dass die Tour vorzeitig beendet war.
Malherbe wurde in den südafrikanischen Kader für die Rugby-Weltmeisterschaft 2019 berufen. Außerdem erzielte er beim letzten Poolspiel der Springboks gegen Kanada von der Bank aus seinen ersten Testversuch in seiner Karriere. Südafrika gewann das Turnier und besiegte England im Finale.

## Erfolge

### Western Province
- 2012 Currie Cup Gewinner

### Stormers
- 2022 United Rugby Championship Gewinner

### Südafrika
- 2019 Rugby Championship Gewinner
- 2019 Rugby Weltmeisterschaft Gewinner
- 2021 British & Irish Lions Tour in Südafrika Gewinner
- 2023 Rugby Weltmeisterschaft Gewinner
- 2024 Rugby Championship Gewinner